# Enoplognatha joshua
Enoplognatha joshua là một loài nhện trong họ Theridiidae.
Loài này thuộc chi Enoplognatha. Enoplognatha joshua được Ralph Vary Chamberlin & Wilton Ivie miêu tả năm 1942.